# 阿希利龍
阿希利龍（學名：Asilisaurus kongwe）是阿希利龍屬的目前已知的唯一一種，是種已滅絕鳥頸類主龍爬行動物，屬於恐龍形類的西里龍科。阿希利龍的化石被發現於坦尚尼亞，地質年代為三疊紀中期的安尼西階，約2億4300萬年前。
本種是在2010年由美國古生物學家斯特林·內斯比特（Sterling Nesbitt）等人所敘述、命名，發表於《自然》期刊。屬學名中的Asili在斯瓦希里語意為「祖先」或「基礎」，saurus則來自希臘文的，意為「蜥蜴」。種名在斯瓦希里語中意為「古老的」。
阿希利龍是已知最古老的恐龍形類，也是第一個發現於非洲的原始恐龍形類動物。在安尼西階的化石紀錄中，過去大多發現多樣性的伪鳄类，而阿希利龍代表安尼西階的鳥頸類主龍也已多樣性發展。
阿希利龍的身長被估計約1到3公尺，臀部被估計高0.5到1公尺，體重被估計約10到30公斤。